# Blue Dart Aviation
Blue Dart Aviation est une compagnie aérienne cargo basée à Chennai, en Inde. Elle assure des vols cargo express réguliers de nuit sur les lignes intérieures et des charters régionaux. Elle a des moyens de maintenance en interne et fournit un support de maintenance et d'ingénierie à d'autres compagnies.